# Théodore Steeg
Théodore Steeg (Libourne, 19 de dezembro de 1868 — Paris, 19 de dezembro de 1950) foi um político francês. Ocupou o cargo de primeiro-ministro da França, entre 13 de dezembro de 1930 a 27 de janeiro de 1931.
Steeg entrou na política francesa em 1904 como um socialista radical, embora suas opiniões fossem geralmente moderadas. Foi Deputado do Sena de 1904 a 1914 e Senador de 1914 a 1944. Em diferentes momentos foi Ministro do Ensino Superior, Interior, Justiça e Colônias. Na década de 1920, ele estava encarregado das administrações coloniais, primeiro da Argélia e depois do Marrocos. Ele encorajou projetos de irrigação para fornecer terras aos colonos franceses em um momento de crescentes demandas por direitos políticos e econômicos dos povos indígenas, acompanhadas de crescente agitação. Steeg foi brevemente primeiro-ministro em 1930-1931.